# 妙義神社 (豊島区)
妙義神社（みょうぎじんじゃ）は、東京都豊島区駒込にある神社。

## 概要
651年（白雉2年）に創建された。当社公式サイトでは「豊島区最古の神社」と称している。
太田道灌は、合戦のたびに当社で戦勝祈願を行い、成就したことから「勝負の神様」「戦勝の宮」と呼ばれるようになった。戦前は、軍人の参拝者が多かったという。
かつては、道灌が奉納した刀など道灌ゆかりの品々があったが、1945年（昭和20年）の空襲で社殿とともに失っている。

## 交通アクセス
- 駒込駅より徒歩2分。